# Pygménors
Pygménors (Osmerus spectrum) är en fiskart som beskrevs av Cope, 1870. Pygménors ingår i släktet Osmerus och familjen norsfiskar. Inga underarter finns listade i Catalogue of Life.